# باقر أباد (ريغستان)
باقر أباد (بالفارسية: اسلام‌آباد) هي منطقة سكنية تقع في إيران في أصفهان. يقدر عدد سكانها بـ 18 نسمة .